# Susan Goldberg
Susan Goldberg este o jurnalistă americană care ocupă poziția de redactor-șef al revistei National Geographic, fiind prima femeie în acest post de la înființarea publicației, în anul 1888.  Înainte de a se alătura actualei echipe de redacție, Goldberg a lucrat pentru Bloomberg și USA Today.  Este o susținătoare a utilizării de multiple platforme media în scopul comunicării unei știri.

## Educație
Goldberg a copilărit în Ann Arbor, Michigan. Jurnalismul a pasionat-o încă din școală, când a scris un articol denumit Oportunități în Jurnalism. Consideră că începutul carierei sale să fi avut loc în momentul angajării într-un post permanent în calitate de reporter la Seattle Post-Intellingencer, pe vremea când avea 20 de ani, după un stagiu de 8 săptămâni întreprins la aceeași publicație. Pentru a își asuma noul post, Goldberg a fost nevoită să renunțe la studiile universitare. în anul 1987, a obținut diploma de licență la Michigan State University, pentru ca apoi să înființeze o bursă ce-i poartă numele. Este membră a consiliului de directori al absolvenților departamentului de științe ale comunicării. În 2015, a ținut discursul de deschidere a anului universitar la Michigan State University.

## Cariera
Goldberg și-a continuat cariera la Detroit Free Press, fiind prima femeie delegată la Lansing, capitala statului Michigan. Tot atunci, și-a terminat studiile la Michigan State University.  A urmat să lucreze ca reporter pentru San Jose Mercury News în California, jucând un rol esențial în întocmirea reportajul despre cutremurul Loma Prieta, reportaj care a fost mai apoi distins cu un Premiu Pulitzer. În 1989, se alătură echipei de la USA Today, unde a rămas peste 10 ani, timp în care a fost promovată în echipa de redacție.
Primul soț a lui Goldberg a decedat în 1999; cei doi au fost căsătoriți timp de 11 ani. Goldberg s-a întors la San Jose Mercury News ca membru al echipei de redacție.  În 2007, s-a alăturat publicației The Plain Dealer din Cleveland, oraș față de care a căpătat în scurt timp o afecțiune deosebită.
În 2010, Goldberg a fost invitată să lucreze la Bloomberg, ca mai apoi să avanseze până la postul de redactor responsabil de știrile din Washington. Vorbind despre stilului ei managerial, Frank Bass a spus:  “Goldberg a dovedit că răbdarea și entuziasmul nu sunt trăsături contradictorii.” Între 2012 și 2013, Goldberg a prezidat asupra American Society of News Editors, unde a pus accentul pe dezvoltarea potențialului tinerilor jurnaliști. În 2013, Goldberg a apărut pe lista întocmită de Washingtonian magazine a celor mai influente 11 femei din media.

## National Geographic
Revista National Geographic a fost înființată în octombrie, 1888. În 2014, Goldberg a devenit cel de-al 10-lea redactor-șef al publicației, fiind simultan prima femeie și prima evreică desemnată în acest post. Sub conducerea lui Goldberg, publicația a câștigat National Magazine Award pentru cel mai bun sit web și George Polk Award pentru calitatea reportajului. În 2015, Goldberg a primit Exceptional Woman in Publishing Award.
În ianuarie 2017, Revista National Geographic a publicat o ediție dedicată problemei inegalității dintre sexe, denumită “Gender Revolution”. Aceasta a ajuns pe lista scurtă a premiului Pulitzer, pentru o “profundă și fină analiză a sexelor, mijlocită prin prisma unor fotografii remarcabile, a unor filme impresionante și cuvinte clare, toate - în a ilumina un subiect care este în același timp familiar și puțin înțeles. Ediția a captat atenția publicului. Numeroși cititori au scris redacției, iar Goldberg le-a răspuns. În 2018, “Gender Revolution” a câștigat două premii la concursul ASME Cover Contest, la secțiunile de știri și politică și de preferații publicului.
În 2017, revista Washingtonian Magazine a numit-o pe Goldberg une din cele mai influente femei din Washington. Este membră a comisiei jurnalistice pentru libertatea presei, The Reporters Committee for Freedom of the Press. Este de asemenea în comitetul muzeului National Museum for Women in the Arts in Washington.

## Viața personală
Goldberg este căsătorită cu Geoffrey Etnire, un avocat. Cei doi trăiesc în Washington DC.